# Cavendishia ruiz-teranii
Cavendishia ruiz-teranii är en ljungväxtart som beskrevs av J.L. Luteyn. Cavendishia ruiz-teranii ingår i släktet Cavendishia och familjen ljungväxter. Inga underarter finns listade i Catalogue of Life.